# Смерть Адониса
«Гибель Адониса» — мраморная скульптура, выполненная мастером Джузеппе Маццуоли в 1680—1709 годах. Выставлена в одном из залов Государственного Эрмитажа.
Сюжет скульптуры был позаимствован автором из поэмы «Метаморфозы» древнеримского поэта Овидия. Он рассказывает о возлюбленном богини Венеры (Афродиты - по Древнегреческой мифологии)  — Адонисе, который погиб во время охоты на дикого кабана. Юноша изображен в момент перед падением, после сильного удара зверя. Сложная поза Адониса и плащ передают динамику момента, а обработка материала от шероховатой поверхности до полировки усиливают декоративность скульптуры.